# Джерело Барвінкове-2
Джерело́ Барві́нкове-2 — гідрологічна пам'ятка природи місцевого значення в Україні. Об'єкт природно-заповідного фонду Сумської області. 
Розташована в межах Сумського району Сумської області, на північний захід від села Барвінкове, при південній околиці міста Суми (урочище «Мамаєвщина»). 
Площа 0,02 га. Статус присвоєно згідно з рішенням облвиконкому від 21.12.1983 року № 407, рішення облради від 19.10.2000 року. Перебуває у віданні ДП «Сумське лісове господарство» (Низівське л-во, кв. 79, діл. 8). 
Статус присвоєно для збереження самовитічного джерела питної води хорошої якості.